# Кронштадтский вестник
«Кронштадтский вестник» —  морская и городская газета, выходившая в 1861-1917 гг. в Кронштадте.  

## История
«Кронштадтский вестник» был основан в 1861 году группой морских офицеров как городской и морской печатный орган. У истоков газеты стояли: капитан 1-го ранга Николай Рыкачев, главный доктор кронштадтского морского госпиталя, действительный статский советник Иван Гринцевич, штабс-капитан Павел Коргуев и капитан 1-го
ранга, библиотекарь кронштадтской морской библиотеки Спиридон Ильич Неделькович. Редакция газеты так сформулировала программу нового издания:

 Желая по возможности добросовестнее исполнять программу Вестника, редакция разделила между членами своими труд и хлопоты издания; пригласила сотрудников и корреспондентов из всех почти военных портов, и на судах наших, плавающих за границей; изыскала средства следить в Кронштадте за всеми важнейшими городскими и портовыми новостями, в видах скорой и точной их передачи в газете; позаботилась о доставлении сведений о кораблекрушениях и бедствиях с судами военными и коммерческими; наконец, испросила дозволение пользоваться, для печатания в «Кронштадтском вестнике», получаемыми м Морском министерстве известиями о наших судах, находящихся в заграничном и вообще дальнем плавании  
В первые годы существования в газете были следующие разделы:
- Официальные известия — извлечения из приказов Главного командира Кронштадтского порта, Военного губернатора, Высочайших указов и распоряжений
- Морские и портовые известия — об изготовлении военных и гражданских судов, устройстве доков и гаваней, кораблекрушениях и т.д.
- Внутренняя и внешняя корреспонденция — известия из российских и заграничных портов, извлечения из писем с военных и гражданских кораблей
- Некрологи и биографии видных российских и зарубежных моряков
- Городские известия — об учебных заведениях, культурная, торговая и промышленная хроника Кронштадта
- Распоряжения городской полиции
- Фельетоны, рассказы из морской и кронштадтской жизни
- Казённые и частные объявления
- Краткие иностранные политические известия, извлечённые из русских газет
- Объявления

До 1 августа 1862 года «Кронштадтский вестник» выходил два раза в неделю, в 1862-1909 гг. — 3 раза, далее газета стала ежедневной. 

## Редакторы
- Николай Рыкачев (соиздатели и соредакторы Спиридон Неделькович и Иван Гринцевич) — 1861-1878
- Николай Рыкачев (соиздатель и соредакторь Спиридон Неделькович) — 1878-1882
- Николай Рыкачев — 1882-1886
- Николай Рыкачев и Пётр Рогозинский — 1886-1891
- Ю.В. Постельников, Пётр Рогозинский и наследники Николая Рыкачёва — 1891-1892
- Ю.В. Постельников  — 1892-1894
- Евгений Тверитинов — 1894-1895[5]
- Фёдор Тимофеевский — ?-1908
- А.М. Токаревский — 1908-1909
- Иван Мочарук — 1909-1910
- И.Л Деморейх — 1910-1917[4]